# Gemischte Poisson-Verteilung
Die gemischte Poisson-Verteilung ist eine Wahrscheinlichkeitsverteilung in der Stochastik, die univariat ist und zu den diskreten Wahrscheinlichkeitsverteilungen zählt. Sie ist als allgemeiner Ansatz für die Schadenzahlverteilung in der Versicherungsmathematik zu finden und wird auch als  epidemiologisches Modell untersucht. Sie verallgemeinert die Poisson-Verteilung und sollte nicht mit der zusammengesetzten Poisson-Verteilung verwechselt werden.

## Definition
Eine Zufallsvariable {\displaystyle X} genügt der Gemischten Poisson-Verteilung mit der Dichte {\displaystyle \pi (\lambda )}, wenn sie die Wahrscheinlichkeiten
{\displaystyle \operatorname {P} (X=k)=p_{\pi }(k)=\int \limits _{0}^{\infty }{\frac {\lambda ^{k}}{k!}}e^{-\lambda }\,\,\pi (\lambda )\,\mathrm {d} \lambda }
besitzt. Wenn wir die Wahrscheinlichkeiten der Poisson-Verteilung mit {\displaystyle q_{\lambda }(k)\,} bezeichnen, gilt folglich
{\displaystyle \operatorname {P} (X=k)=p_{\pi }(k)=\int \limits _{0}^{\infty }q_{\lambda }(k)\,\,\pi (\lambda )\,\mathrm {d} \lambda }.

## Eigenschaften
- Die Varianz ist immer größer als der Erwartungswert. Diese Eigenschaft nennt man Überdispersion (englisch overdispersion). Dies ist im Gegensatz zur Poisson-Verteilung, bei der Erwartungswert und Varianz identisch sind.
- In der Praxis werden als Dichten {\displaystyle \pi (\lambda )} nur Dichten von Gamma-Verteilungen, logarithmischen Normalverteilungen und von inversen Gauß-Verteilungen benutzt.  Wählt man die Dichte der Gamma-Verteilung, so erhält man die Negative Binomialverteilung, was erklärt, warum diese auch Poisson-Gamma-Verteilung genannt wird.

Im Folgenden sei {\displaystyle \mu _{\pi }=\int \limits _{0}^{\infty }\lambda \,\,\pi (\lambda )d\lambda \,} der Erwartungswert der Dichte {\displaystyle \pi (\lambda )\,}, und {\displaystyle \sigma _{\pi }^{2}=\int \limits _{0}^{\infty }(\lambda -\mu _{\pi })^{2}\,\,\pi (\lambda )d\lambda \,} die Varianz dieser Dichte.

### Erwartungswert
Der Erwartungswert ergibt sich zu
{\displaystyle \operatorname {E} (X)=\mu _{\pi }}.

### Varianz
Für die Varianz erhält man
{\displaystyle \operatorname {Var} (X)=\mu _{\pi }+\sigma _{\pi }^{2}}.

### Standardabweichung
Aus Erwartungswert und Varianz erhält man die Standardabweichung
{\displaystyle \sigma ={\sqrt {\mu _{\pi }+\sigma _{\pi }^{2}}}}.

### Variationskoeffizient
Für den Variationskoeffizienten ergibt sich:
{\displaystyle \operatorname {VarK} (X)={\sqrt {\frac {\mu _{\pi }+\sigma _{\pi }^{2}}{\mu _{\pi }^{2}}}}}.

### Schiefe
Die Schiefe lässt sich darstellen als
{\displaystyle \operatorname {v} (X)={\Bigl (}\mu _{\pi }+\sigma _{\pi }^{2}{\Bigr )}^{-{\frac {3}{2}}}\,{\Biggl [}\int \limits _{0}^{\infty }(\lambda -\mu _{\pi })^{3}\,\pi (\lambda )\,d{\lambda }+\mu _{\pi }{\Biggr ]}}.

### Charakteristische Funktion
Die charakteristische Funktion hat die Form
{\displaystyle \varphi _{X}(s)=M_{\pi }(e^{is}-1)\,}.
Dabei ist {\displaystyle M_{\pi }} die momenterzeugende Funktion der Dichte.

### Wahrscheinlichkeitserzeugende Funktion
Für die wahrscheinlichkeitserzeugende Funktion erhält man
{\displaystyle m_{X}(s)=M_{\pi }(s-1)\,}.

### Momenterzeugende Funktion
Die momenterzeugende Funktion der gemischten Poisson-Verteilung ist
{\displaystyle M_{X}(s)=M_{\pi }(e^{s}-1)\,}.